# جيري موتل
جيري موتل (بالتشيكية: Jiří Motl)‏ مواليد 29 سبتمبر 1984 في ليتوميريتسه، التشيك، هو لاعب كرة يد تشيكي يلعب كجناح أيسر. مثل منتخب التشيك لكرة اليد.

## سجل المنافسة
شارك في البطولات التالية:
- بطولة العالم لكرة اليد للرجال 2015